# Support and Defend
Support and Defend è un romanzo techno-thriller scritto da Mark Greaney pubblicato nel 2014. Il romanzo è ambientato nell'universo creato da Tom Clancy.

## Trama
L'agente Dominic Caruso, ancora sconvolto dalla morte del fratello, vuole vendetta; la sua strada si scontra con Ethan Ross, membro della Casa Bianca che passa informazioni al nemico mentre Mohammed Moabasheri è sulle tracce di Dominic.

## Personaggi

### Personaggi principali
- Dominic Caruso, agente operativo del Campus
- Darren Albright, agente FBI
- Mohammed Moabasheri, membro guardie rivoluzionarie iraniane

## Edizioni
- Mark Greaney, Support and Defend, Rizzoli, 2015,  p. 444, ISBN 978-88-17-05248-1.